# 维也纳音乐之友协会
维也纳音乐之友协会（德語：Gesellschaft der Musikfreunde in Wien），简称“维也纳音乐协会”（Wiener Musikverein），位于奥地利首都维也纳，成立于1812年。

## 简介

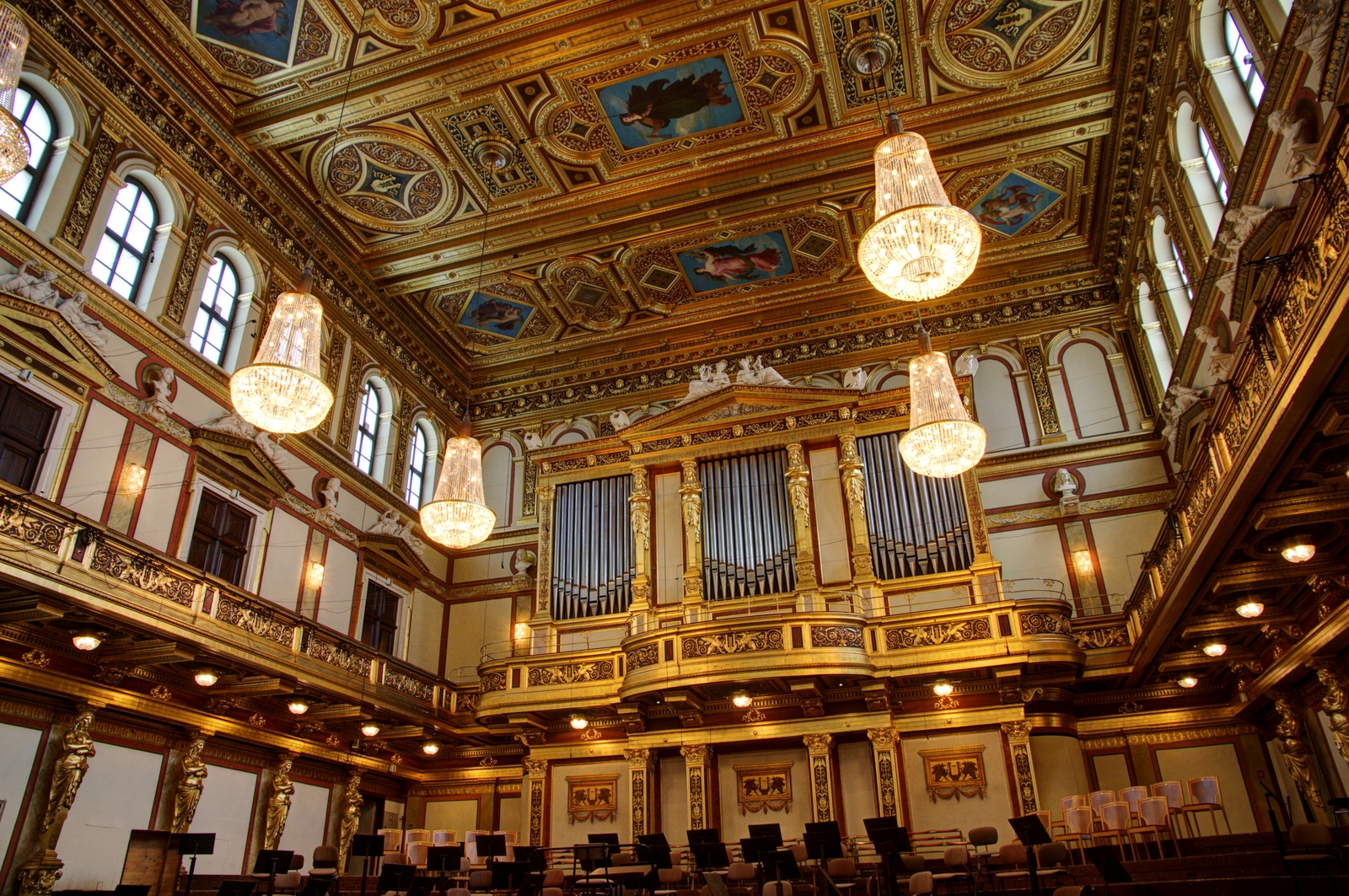
维也纳音乐之友协会现驻地——金色大厅

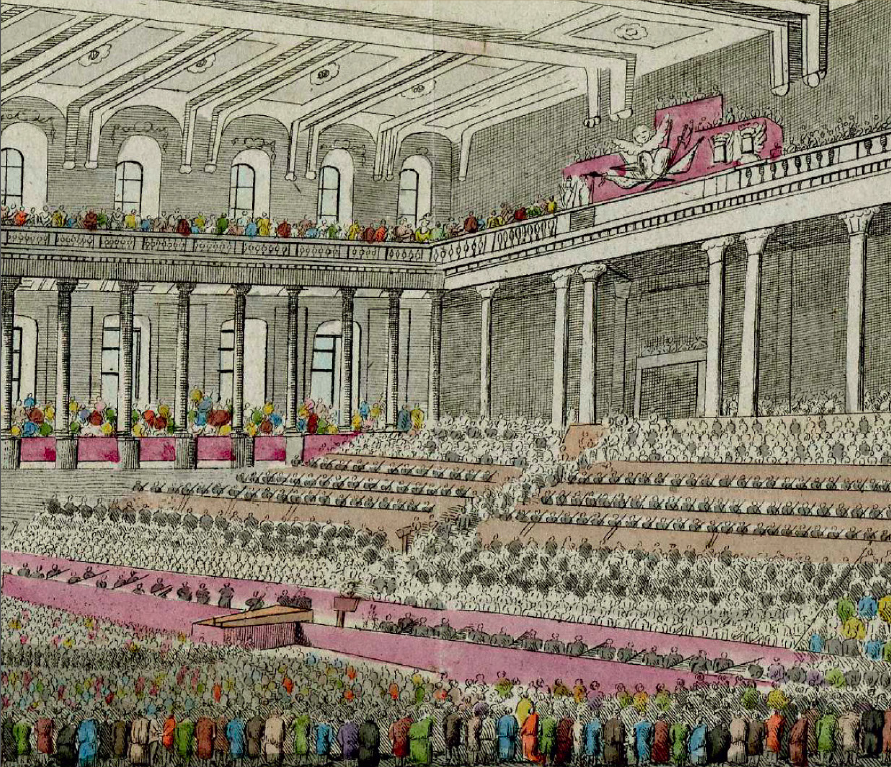
第一场音乐会，曲目为《亚历山大的盛宴》（1812年）

1812年，在维也纳霍夫堡皇宫内西班牙骑术学校上演的亨德尔清唱剧《亚历山大的盛宴》大受欢迎，被视作维也纳音乐之友协会的开端。维也纳宫廷剧院秘书长约瑟夫·松莱特纳发起并征集到507个请愿签名，协会在皇帝弗朗茨一世支持下正式创建，创办之初名称为“奥地利帝国音乐之友协会”（Gesellschaft der Musikfreunde des österreichischen Kaiserstaates）。协会目标是“促进各个方面的音乐文化”，首个驻地为洛布科维茨宫。
维也纳音乐之友协会先后参与创建了维也纳音乐学院（1817年）和维也纳歌唱协会合唱团（1858年），现驻地为维也纳音乐协会大楼——金色大厅（1870年建）。该协会系统地收集和归档了许多重要的音乐史资料，拥有世界上领先的音乐档案库。
协会的第一任音乐总监为卡尔·海斯勒，继任者是安东·鲁宾斯坦（1871年）及约翰内斯·勃拉姆斯（1872年），威廉·富特文格勒、赫伯特·冯·卡拉扬等著名指挥也曾担任协会的音乐总监。